# 文化多样性

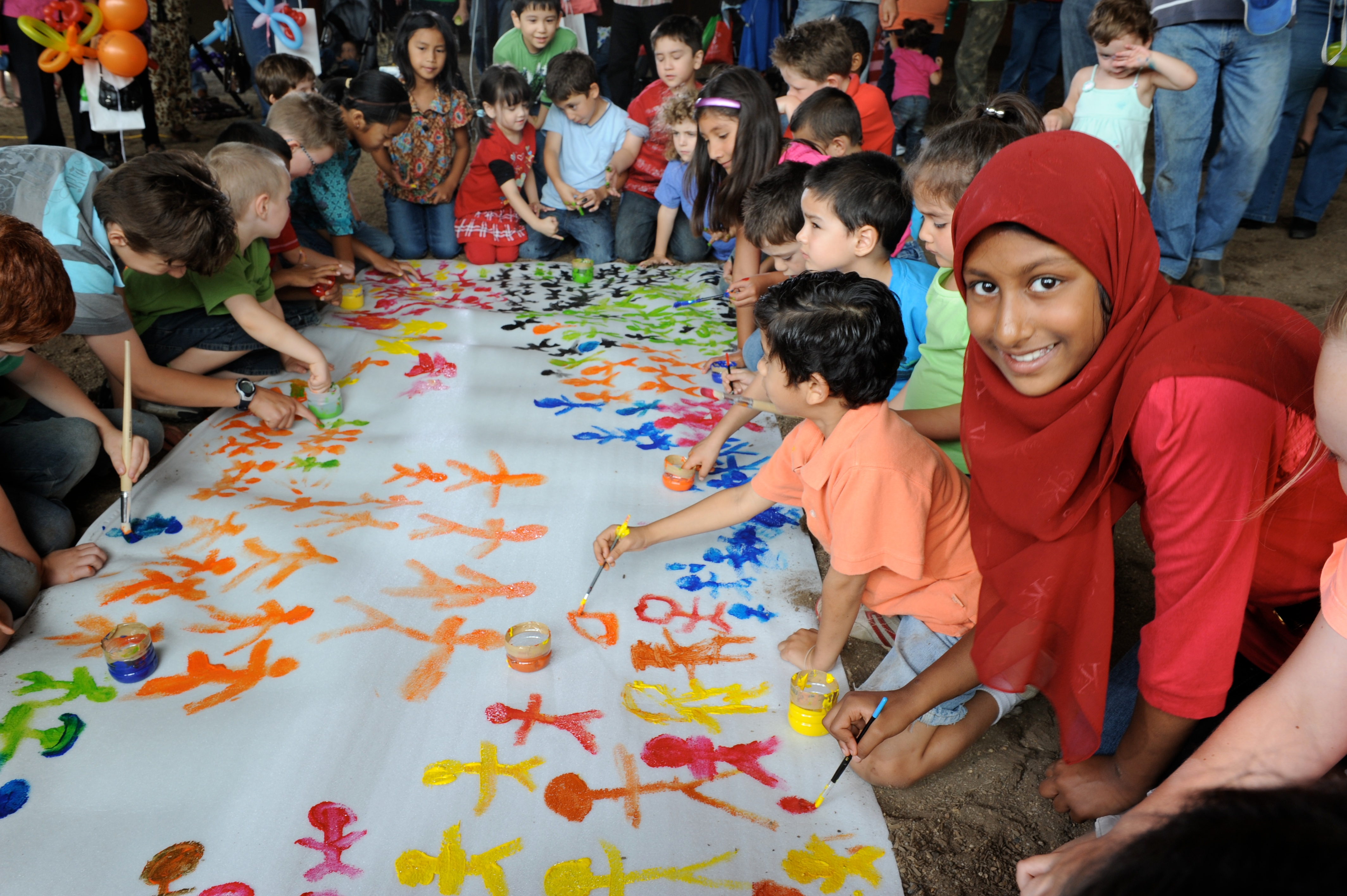
和谐日旨在展示澳大利亚的文化多样性

文化多样性是多元文化或各种单一文化结合体的本质，与谋求全球单一文化的文化同质化相反，更类似于文化融合。文化多样性也可以指不同的文化尊重彼此的差异。一般情况下，人们认为全球化会对文化多样性带来负面影响。

## 概述
从古至今，世界各地出现了许多完全独立的社会类型，而对应的的文化类型也存在巨大的差异，其中许多差异如今仍然存在。除了语言、服饰以及传统文化等明显的文化差异之外，不同社会的组织结构、道德观念以及与环境相作用的方式也存在重大差异，从中表现出的文化多样性类似于生物多样性。

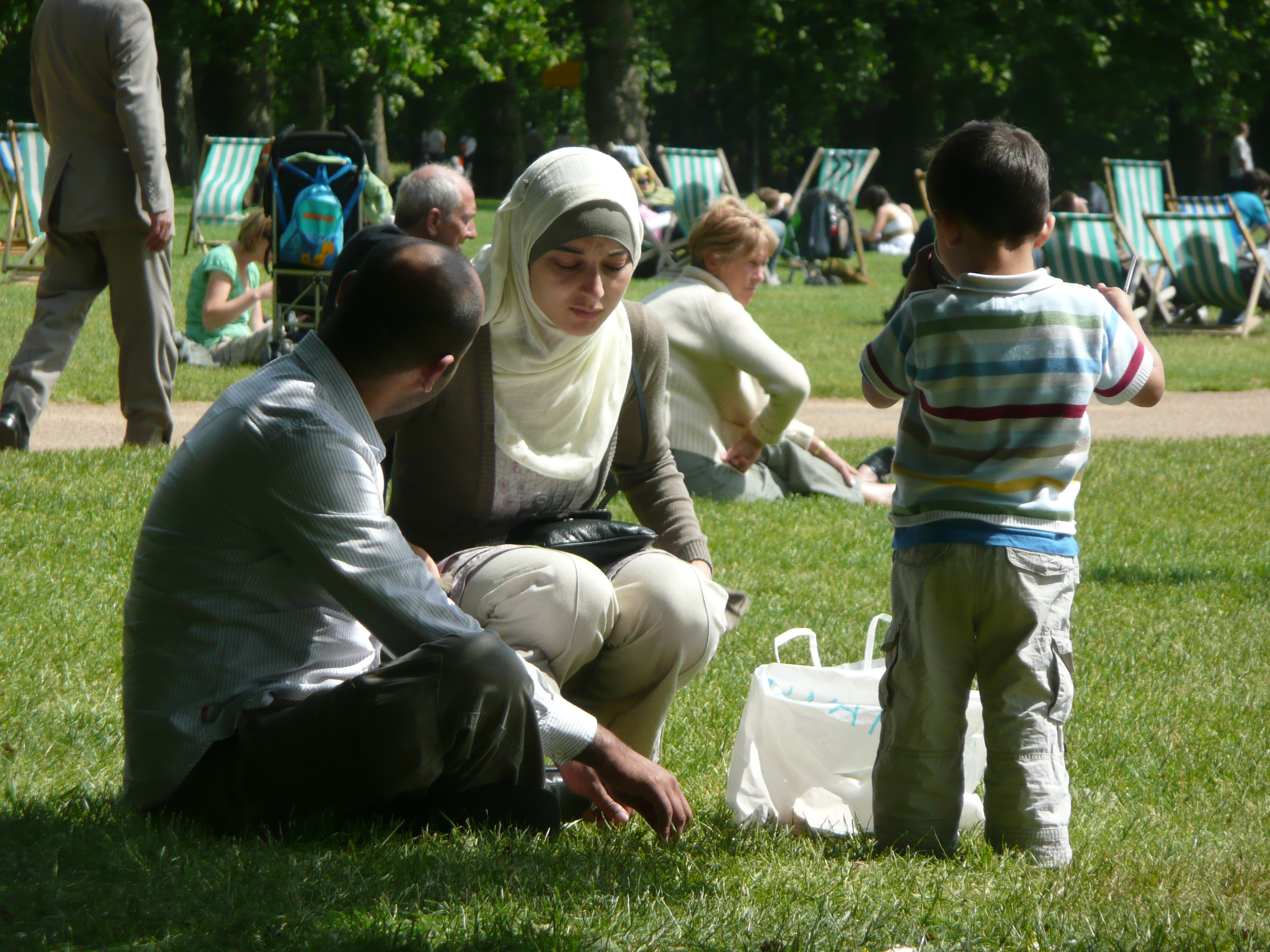
伦敦一座公园内文化背景不同的人们

## 争议
人们认为，地球上生命的存续离不开生物多样性。人类与文化多样性的关系可能亦是如此。2001年，联合国教科文组织在《世界文化多样性宣言》第1条中称：“……对于人类而言，文化多样性就如生物多样性对于自然一样至关重要。”
这一立场遭到了一些人的反对，理由来自于多个方面。首先，与大多数关于人性进化的论述一样，文化多样性对于人类生存的重要性极有可能是一个既无法证实又无法证伪的假设。此外，有人认为为了保护文化多样性刻意保护欠发达的社会形式是不道德的，这会使那里的人们无法享受发达社会由技术及医疗进步所带来的好处。
同样，罔顾欠发达国家的贫困状况而推广文化多样性，或者仅因认为他们在为文化多样性做贡献，而提倡一些残忍的宗教行为，如残割女性生殖器、一夫多妻、童婚和人祭等也是不道德的。
全球化开始后，传统的民族国家承受了巨大的压力。今天，随着科技的发展，信息和资本正在打破地理限制，重塑市场、国家和公民之间的关系。特别地，大众传媒产业的发展对全球的个人和社会产生了很大的影响，而信息传递的便捷性的增加可能使社会的独特性衰减：信息在世界范围内如此容易地传播，使文化内涵、价值与品味面临着同质化的风险，而个人和社会的个性特征可能开始减弱。

## 量化
文化多样性难以量化。但人们普遍认为，文化多样性可以用地区范围内或全世界使用的语言数量来衡量。如此来看，二十世紀末可能正是世界文化多样性急剧下降的时期。20世纪90年代，班戈尔威尔士大学语言学荣誉教授大卫·克里斯托的研究显示，当时平均每过两个星期，就会有一种语言灭绝。据他计算，如果语言数量下降的速率保持不变，那么到2100年，世界现存语言中将有90%灭绝。
人口过剩，移民和帝国主义（无论是政治上的还是文化上的）都有可能降低文化多样性，但也有人认为，大规模的信息共享对文化同质化有促进作用，所以全球化会不可避免地造成文化多样性降低。

## 文化遗产

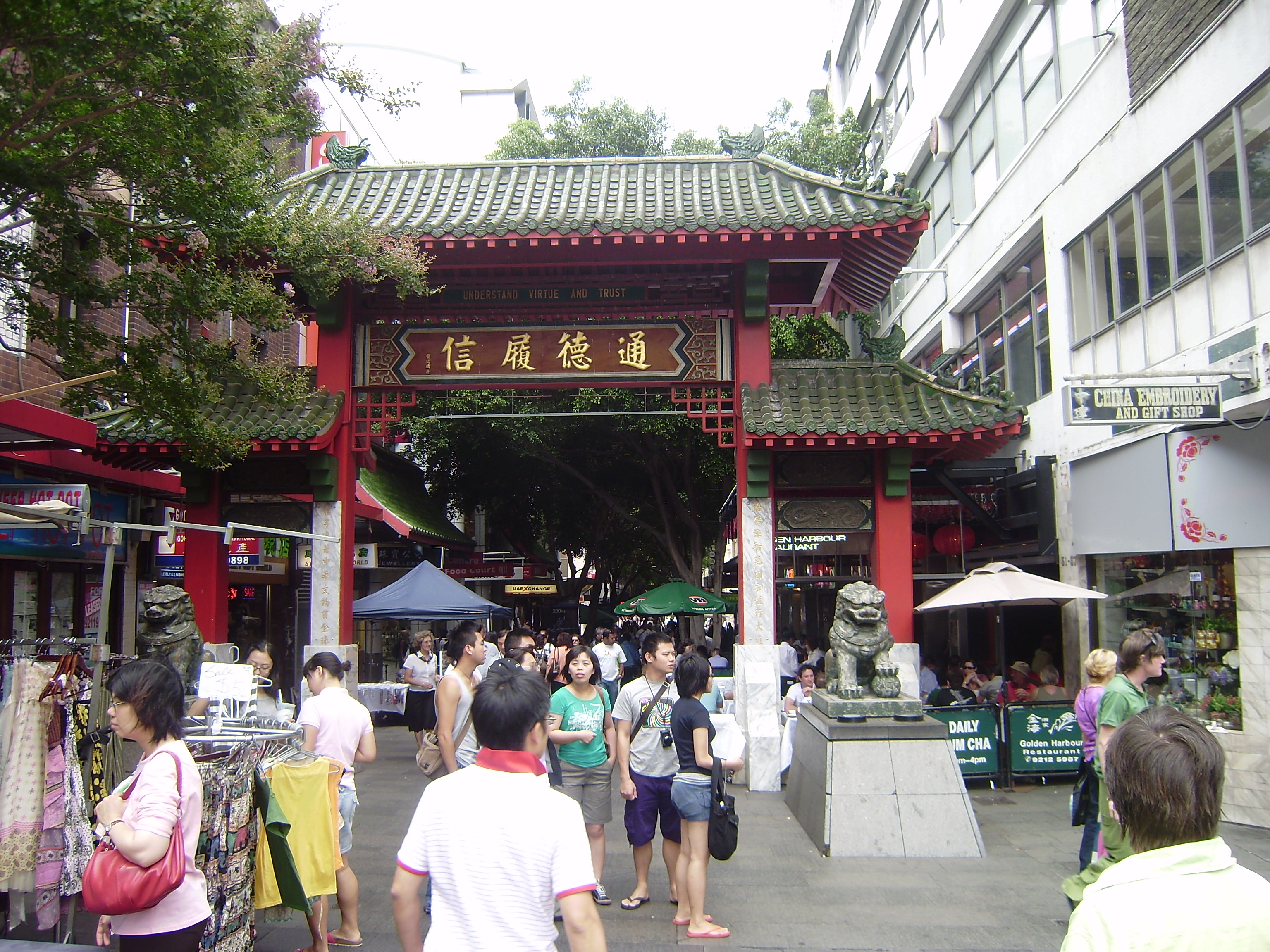
悉尼唐人街

《世界文化多样性宣言》承认文化多样性是“人类的共同遗产”，并指出保护文化多样性是一种需要落实的伦理责任，与对人类尊严的尊重紧密相连。
除了信息社会问题世界首脑会议（WSIS）于2003年在日内瓦提出的原则声明之外，联合国教科文组织于2005年10月出台了《表达和促进文化多样性公约》。这份公约对所有缔约国具有法律约束力，它承认：
- 作为身份、价值和意义的载体，文化产品、服务和活动具有独特性；
- 虽然文化产品、服务和活动具有重要的经济价值，但它们不只是商品，也不只是用来贩卖和消费的对象。

这份公约是针对各国“被迫逐渐放弃执行文化政策的权利，并在国际贸易协定谈判时全面公开文化部门细节”的情况而缔结的。迄今为止，欧盟及其他116个成员国已缔约，而美国、澳大利亚和以色列并不在内。缔约国意识到文化商品的特殊性、文化服务、国家在文化领域拥有的主权宣示和公共服务同等重要。从世界贸易的角度来看，作为一种非强制性约束力的“软性法律工具”，这份公约显然对欧洲的文化政策起到了重要指导作用。

2007年6月20日，78个国家缔结了《保护非物质文化遗产公约》，其中规定：
世代相传的非物质文化遗产是社群对环境的反馈，是人们与自然和历史的互动，给人以认同感和使命感，从而促进他们对文化多样性和人类创造力的尊重。
2007年欧盟提出的《蒙特利尔宣言》也丰富了文化多样性。
2009年，欧洲法院倾向于用更加宽泛的视角来看待文化——不再局限于文化的商业价值，来保护电影，并达成已被认可的，提高语言多样性的目标。此外，根据《公约》，欧盟和中国致力于促进文化交流平等化，加强国际合作，发掘文化和创意产业中的商贸机会。激励中国政府开展商业合作的重要因素，很可能是从外国市场获得人才和技术的机会。全球多元文化遗产的理念包含了一些非排他性的观点（参见多元文化）。除语言之外，多样性还包括宗教和传统习俗。
《21世纪文化议程》是全世界首份奠定了城市和地方政府承诺发展文化的基础，并支持地方政府为文化多样性作出贡献的文件。

## 区别
对文化多样性的保护可包含以下几种含义：
- 为了实现平衡，促进有利于“文化少数群体”的行动以保护文化多样性的想法不被认可；
- 保护被认为濒危的“文化少数民族”；
- 在其他情况下，“文化保护”，均指“文化例外”的概念。这建立了文化的社会愿景与其固有的商业愿景之间的联系。文化例外突出了文化产品和服务的特殊性，其中包括欧盟在《文化多样性宣言》中特别承认的部分。这段文字的主旨就是要将对文化多样性的保护与文化的“商品化”区分开来。文化商品化是通过补助、推广等方式支持文化的发展，又称“文化保护主义”，一般认为如此保护一些“劣质的”文化是有害的。
- 也可指将20世纪90年代初在欧洲未能成功实施的，将“文化权利”条款纳入人权的尝试。

### 文化一致性
文化一致性可以在社会生活或者习俗的特定场景中，经由团体的行为显现出来。
文化多样性是文化一致性的对立面。
包括联合国教科文组织在内的一些人为文化趋于统一的相关假设感到担忧。以下方面可以佐证该假设：
- 由于缺少合法地位与法律保护，许多语言和方言消失了。例如法国布雷顿、科西嘉、欧西坦、阿尔萨斯、弗兰芒、普瓦图、圣东尼等地的方言。
- 人们急于保护他们的传统习俗。就像在新西兰、澳大利亚沿海、北美洲和中美洲等地区一样。
- 通过销售由视听媒体推广的电影、电视节目、音乐、服装和营养品等产品，美国的文化优势愈发明显，以至于形成了几乎标准化的消费文化（披萨饼、酒店、快餐等……）。

几个国际组织致力于保护濒危的社会和文化，比如Survival International以及联合国教育、科学及文化组织。
“文化多样性”的理念得到了很多中立组织的响应，特别是在教科文组织内部颇受赞成。
由欧洲联盟委员会所资助的SUS.DIV组织，以联合国教科文组织的宣言为基础，研究文化多样性与可持续发展之间的关系。